# 徳田インターチェンジ
徳田インターチェンジ（とくだインターチェンジ）は、岐阜県羽島郡岐南町徳田にある国道21号（岐大バイパス）のインターチェンジである。岐阜県道177号下印食笠松線に接続する。

## 概要
岐大バイパス開通当初は平面交差点（徳田交差点）であった。JR東海道本線と名鉄名古屋本線に挟まれており、1986年（昭和61年）、岐大バイパス4車線化及び高架化に伴い開設される。

## 周辺
- 岐南町立西小学校
- 岐南町立岐南中学校
- 大松美術館
- 名鉄名古屋本線 岐南駅